# Fall Out Boy/Diskografie
Diese Diskografie ist eine Übersicht über die musikalischen Werke der US-amerikanischen Alternative-Rock-Musikgruppe Fall Out Boy. Den Schallplattenauszeichnungen zufolge hat sie bisher mehr als 79,7 Millionen Tonträger verkauft, davon alleine in ihrer Heimat über 65,1 Millionen. Ihre erfolgreichste Veröffentlichung ist die Single Centuries mit über 10,4 Millionen verkauften Einheiten.

## Alben

### Studioalben
| Jahr | Titel Musiklabel                                                 | Höchstplatzierung, Gesamtwochen, AuszeichnungChartplatzierungen (Jahr, Titel, Musiklabel, Platzierungen, Wochen, Auszeichnungen, Anmerkungen) | Höchstplatzierung, Gesamtwochen, AuszeichnungChartplatzierungen (Jahr, Titel, Musiklabel, Platzierungen, Wochen, Auszeichnungen, Anmerkungen) | Höchstplatzierung, Gesamtwochen, AuszeichnungChartplatzierungen (Jahr, Titel, Musiklabel, Platzierungen, Wochen, Auszeichnungen, Anmerkungen) | Höchstplatzierung, Gesamtwochen, AuszeichnungChartplatzierungen (Jahr, Titel, Musiklabel, Platzierungen, Wochen, Auszeichnungen, Anmerkungen) | Höchstplatzierung, Gesamtwochen, AuszeichnungChartplatzierungen (Jahr, Titel, Musiklabel, Platzierungen, Wochen, Auszeichnungen, Anmerkungen) | Anmerkungen                                                                          |
| Jahr | Titel Musiklabel                                                 | DE | AT | CH | UK | US | Anmerkungen                                                                          |
| ---- | ---------------------------------------------------------------- | --- | --- | --- | --- | --- | ------------------------------------------------------------------------------------ |
| 2003 | Take This to Your Grave Fueled by Ramen                          | — | — | — | UK96 Gold · (1 Wo.)UK | US140 Gold · (1 Wo.)US | Erstveröffentlichung: 6. Mai 2003 Verkäufe: + 600.000, Charteinstieg in US erst 2021 |
| 2005 | From Under the Cork Tree Island Def Jam Music Group              | — | — | — | UK12 Platin · (36 Wo.)UK | US9 ×2Doppelplatin · (79 Wo.)US | Erstveröffentlichung: 3. Mai 2005 Verkäufe: + 2.515.000                              |
| 2007 | Infinity on High Island Def Jam Music Group                      | DE25 (7 Wo.)DE | AT28 (11 Wo.)AT | CH75 (8 Wo.)CH | UK3 ×2Doppelplatin · (40 Wo.)UK | US1 Platin · (52 Wo.)US | Erstveröffentlichung: 6. Februar 2007 Verkäufe: + 2.005.000                          |
| 2008 | Folie à deux Island Def Jam Music Group                          | DE48 (7 Wo.)DE | AT64 (3 Wo.)AT | CH84 (4 Wo.)CH | UK39 Gold · (7 Wo.)UK | US8 Gold · (23 Wo.)US | Erstveröffentlichung: 12. Dezember 2008 Verkäufe: + 635.000                          |
| 2013 | Save Rock and Roll Island Def Jam Music Group                    | DE15 (3 Wo.)DE | AT10 (4 Wo.)AT | CH31 (2 Wo.)CH | UK2 Platin · (39 Wo.)UK | US1 Platin · (149 Wo.)US | Erstveröffentlichung: 12. April 2013 Verkäufe: + 1.370.000                           |
| 2015 | American Beauty/American Psycho Island Records / Universal Music | DE12 (4 Wo.)DE | AT12 (5 Wo.)AT | CH15 (4 Wo.)CH | UK2 Platin · (69 Wo.)UK | US1 Platin · (95 Wo.)US | Erstveröffentlichung: 16. Januar 2015 Verkäufe: + 1.380.000                          |
| 2018 | Mania Island Records / Universal Music                           | DE5 (4 Wo.)DE | AT6 (3 Wo.)AT | CH10 (1 Wo.)CH | UK2 Gold · (11 Wo.)UK | US1 Gold · (8 Wo.)US | Erstveröffentlichung: 19. Januar 2018 Verkäufe: + 600.000                            |
| 2023 | So Much (for) Stardust Fueled by Ramen / Elektra Music Group     | DE6 (2 Wo.)DE | AT15 (1 Wo.)AT | CH52 (1 Wo.)CH | UK3 (3 Wo.)UK | US6 (3 Wo.)US | Erstveröffentlichung: 23. März 2023                                                  |

### Livealben
| Jahr | Titel Musiklabel                               | Höchstplatzierung, Gesamtwochen, AuszeichnungChartplatzierungen (Jahr, Titel, Musiklabel, Platzierungen, Wochen, Auszeichnungen, Anmerkungen) | Höchstplatzierung, Gesamtwochen, AuszeichnungChartplatzierungen (Jahr, Titel, Musiklabel, Platzierungen, Wochen, Auszeichnungen, Anmerkungen) | Höchstplatzierung, Gesamtwochen, AuszeichnungChartplatzierungen (Jahr, Titel, Musiklabel, Platzierungen, Wochen, Auszeichnungen, Anmerkungen) | Höchstplatzierung, Gesamtwochen, AuszeichnungChartplatzierungen (Jahr, Titel, Musiklabel, Platzierungen, Wochen, Auszeichnungen, Anmerkungen) | Höchstplatzierung, Gesamtwochen, AuszeichnungChartplatzierungen (Jahr, Titel, Musiklabel, Platzierungen, Wochen, Auszeichnungen, Anmerkungen) | Anmerkungen                          |
| Jahr | Titel Musiklabel                               | DE | AT | CH | UK | US | Anmerkungen                          |
| ---- | ---------------------------------------------- | --- | --- | --- | --- | --- | ------------------------------------ |
| 2008 | Live in Phoenix Island Def Jam Music Group     | — | — | — | — | — | Erstveröffentlichung: 1. April 2008  |
| 2013 | Live in Tokyo Island Records / Universal Music | — | — | — | — | — | Erstveröffentlichung: 7. August 2013 |

### Kompilationen
| Jahr | Titel Musiklabel                                                                 | Höchstplatzierung, Gesamtwochen, AuszeichnungChartplatzierungen (Jahr, Titel, Musiklabel, Platzierungen, Wochen, Auszeichnungen, Anmerkungen) | Höchstplatzierung, Gesamtwochen, AuszeichnungChartplatzierungen (Jahr, Titel, Musiklabel, Platzierungen, Wochen, Auszeichnungen, Anmerkungen) | Höchstplatzierung, Gesamtwochen, AuszeichnungChartplatzierungen (Jahr, Titel, Musiklabel, Platzierungen, Wochen, Auszeichnungen, Anmerkungen) | Höchstplatzierung, Gesamtwochen, AuszeichnungChartplatzierungen (Jahr, Titel, Musiklabel, Platzierungen, Wochen, Auszeichnungen, Anmerkungen) | Höchstplatzierung, Gesamtwochen, AuszeichnungChartplatzierungen (Jahr, Titel, Musiklabel, Platzierungen, Wochen, Auszeichnungen, Anmerkungen) | Anmerkungen                                                 |
| Jahr | Titel Musiklabel                                                                 | DE | AT | CH | UK | US | Anmerkungen                                                 |
| ---- | -------------------------------------------------------------------------------- | --- | --- | --- | --- | --- | ----------------------------------------------------------- |
| 2009 | Believers Never Die – Greatest Hits Island Def Jam Music Group                   | — | — | — | UK88 Platin · (1 Wo.)UK | US77 (40 Wo.)US | Erstveröffentlichung: 13. November 2009 Verkäufe: + 342.500 |
| 2019 | Believers Never Die, Volume Two – Greatest Hits Island Records / Universal Music | — | — | — | UK— GoldUK | US59 (8 Wo.)US | Erstveröffentlichung: 15. November 2019 Verkäufe: + 100.000 |

### Remixalben
| Jahr | Titel Musiklabel                                           | Höchstplatzierung, Gesamtwochen, AuszeichnungChartplatzierungen (Jahr, Titel, Musiklabel, Platzierungen, Wochen, Auszeichnungen, Anmerkungen) | Höchstplatzierung, Gesamtwochen, AuszeichnungChartplatzierungen (Jahr, Titel, Musiklabel, Platzierungen, Wochen, Auszeichnungen, Anmerkungen) | Höchstplatzierung, Gesamtwochen, AuszeichnungChartplatzierungen (Jahr, Titel, Musiklabel, Platzierungen, Wochen, Auszeichnungen, Anmerkungen) | Höchstplatzierung, Gesamtwochen, AuszeichnungChartplatzierungen (Jahr, Titel, Musiklabel, Platzierungen, Wochen, Auszeichnungen, Anmerkungen) | Höchstplatzierung, Gesamtwochen, AuszeichnungChartplatzierungen (Jahr, Titel, Musiklabel, Platzierungen, Wochen, Auszeichnungen, Anmerkungen) | Anmerkungen                                                |
| Jahr | Titel Musiklabel                                           | DE | AT | CH | UK | US | Anmerkungen                                                |
| ---- | ---------------------------------------------------------- | --- | --- | --- | --- | --- | ---------------------------------------------------------- |
| 2015 | Make America Psycho Again Island Records / Universal Music | — | — | — | UK88 Gold · (1 Wo.)UK | US107 (1 Wo.)US | Erstveröffentlichung: 30. Oktober 2015 Verkäufe: + 100.000 |

### Mixtapes
| Jahr | Titel Musiklabel                             | Höchstplatzierung, Gesamtwochen, AuszeichnungChartplatzierungen (Jahr, Titel, Musiklabel, Platzierungen, Wochen, Auszeichnungen, Anmerkungen) | Höchstplatzierung, Gesamtwochen, AuszeichnungChartplatzierungen (Jahr, Titel, Musiklabel, Platzierungen, Wochen, Auszeichnungen, Anmerkungen) | Höchstplatzierung, Gesamtwochen, AuszeichnungChartplatzierungen (Jahr, Titel, Musiklabel, Platzierungen, Wochen, Auszeichnungen, Anmerkungen) | Höchstplatzierung, Gesamtwochen, AuszeichnungChartplatzierungen (Jahr, Titel, Musiklabel, Platzierungen, Wochen, Auszeichnungen, Anmerkungen) | Höchstplatzierung, Gesamtwochen, AuszeichnungChartplatzierungen (Jahr, Titel, Musiklabel, Platzierungen, Wochen, Auszeichnungen, Anmerkungen) | Anmerkungen                            |
| Jahr | Titel Musiklabel                             | DE | AT | CH | UK | US | Anmerkungen                            |
| ---- | -------------------------------------------- | --- | --- | --- | --- | --- | -------------------------------------- |
| 2008 | Welcome to the New Administration Decaydance | — | — | — | — | — | Erstveröffentlichung: 4. November 2008 |

### EPs
| Jahr | Titel                                                           | Höchstplatzierung, Gesamtwochen, AuszeichnungChartplatzierungen (Jahr, Titel, Platzierungen, Wochen, Auszeichnungen, Anmerkungen) | Höchstplatzierung, Gesamtwochen, AuszeichnungChartplatzierungen (Jahr, Titel, Platzierungen, Wochen, Auszeichnungen, Anmerkungen) | Höchstplatzierung, Gesamtwochen, AuszeichnungChartplatzierungen (Jahr, Titel, Platzierungen, Wochen, Auszeichnungen, Anmerkungen) | Höchstplatzierung, Gesamtwochen, AuszeichnungChartplatzierungen (Jahr, Titel, Platzierungen, Wochen, Auszeichnungen, Anmerkungen) | Höchstplatzierung, Gesamtwochen, AuszeichnungChartplatzierungen (Jahr, Titel, Platzierungen, Wochen, Auszeichnungen, Anmerkungen) | Anmerkungen                                                                      |
| Jahr | Titel                                                           | DE | AT | CH | UK | US | Anmerkungen                                                                      |
| ---- | --------------------------------------------------------------- | --- | --- | --- | --- | --- | -------------------------------------------------------------------------------- |
| 2002 | Project Rocket / Fall Out Boy                                   | — | — | — | — | — | Erstveröffentlichung: 28. Mai 2002 mit Project Rocket                            |
| 2003 | Fall Out Boy’s Evening Out with Your Girlfriend                 | — | — | — | — | — | Erstveröffentlichung: 25. Februar 2003                                           |
| 2004 | My Heart Will Always Be the B-Side to My Tongue                 | — | — | — | — | US153 (1 Wo.)US | Erstveröffentlichung: 18. Mai 2004                                               |
| 2007 | Leaked in London                                                | — | — | — | — | — | Erstveröffentlichung: 6. Februar 2007                                            |
| 2009 | America’s Suitehearts: Remixed, Retouched, Rehabbed and Retoxed | — | — | — | — | — | Erstveröffentlichung: 27. April 2009                                             |
| 2013 | PAX AM Days                                                     | — | — | — | UK81 (1 Wo.)UK | US25 (1 Wo.)US | Erstveröffentlichung: 15. Oktober 2013                                           |
| 2018 | Spotify Singles                                                 | — | — | — | — | — | Erstveröffentlichung: 21. Februar 2018                                           |
| 2018 | Llamania                                                        | — | — | — | — | — | Erstveröffentlichung: 23. Februar 2018 als Frosty & The Nightmare Making Machine |
| 2018 | Lake Effect Kid                                                 | — | — | — | — | — | Erstveröffentlichung: 23. August 2018                                            |

## Singles

### Als Leadmusiker
| Jahr | Titel Album                                                                                 | Höchstplatzierung, Gesamtwochen, AuszeichnungChartplatzierungen (Jahr, Titel, Album, Platzierungen, Wochen, Auszeichnungen, Anmerkungen) | Höchstplatzierung, Gesamtwochen, AuszeichnungChartplatzierungen (Jahr, Titel, Album, Platzierungen, Wochen, Auszeichnungen, Anmerkungen) | Höchstplatzierung, Gesamtwochen, AuszeichnungChartplatzierungen (Jahr, Titel, Album, Platzierungen, Wochen, Auszeichnungen, Anmerkungen) | Höchstplatzierung, Gesamtwochen, AuszeichnungChartplatzierungen (Jahr, Titel, Album, Platzierungen, Wochen, Auszeichnungen, Anmerkungen) | Höchstplatzierung, Gesamtwochen, AuszeichnungChartplatzierungen (Jahr, Titel, Album, Platzierungen, Wochen, Auszeichnungen, Anmerkungen) | Anmerkungen                                                                 |
| Jahr | Titel Album                                                                                 | DE | AT | CH | UK | US | Anmerkungen                                                                 |
| --- | ------------------------------------------------------------------------------------------- | --- | --- | --- | --- | --- | --------------------------------------------------------------------------- |
| 2003 | Dead on Arrival Take This to Your Grave                                                     | — | — | — | — | — | Erstveröffentlichung: 4. April 2003                                         |
| 2003 | Grand Theft Autumn/Where Is Your Boy Take This to Your Grave                                | — | — | — | — | US— PlatinUS | Erstveröffentlichung: 4. August 2003 Verkäufe: + 1.000.000                  |
| 2003 | Saturday Take This to Your Grave                                                            | — | — | — | — | — | Erstveröffentlichung: 21. Dezember 2003                                     |
| 2005 | Sugar, We’re Goin Down From Under the Cork Tree                                             | — | — | — | UK8 ×2Doppelplatin · (22 Wo.)UK | US8 ×8Achtfachplatin + Gold (Mastertone) · (42 Wo.)US                                                                                    | Erstveröffentlichung: 12. April 2005 Verkäufe: + 9.300.000                  |
| 2005 | Dance, Dance From Under the Cork Tree                                                       | — | — | — | UK8 Platin · (19 Wo.)UK | US9 ×5Fünffachplatin · (31 Wo.)US | Erstveröffentlichung: 17. Oktober 2005 Verkäufe: + 5.740.000                |
| 2006 | A Little Less Sixteen Candles, a Little More „Touch Me“ From Under the Cork Tree            | — | — | — | UK38 (3 Wo.)UK | US65 Platin · (12 Wo.)US | Erstveröffentlichung: 6. Juni 2006 Verkäufe: + 1.000.000                    |
| 2007 | This Ain’t a Scene, It’s an Arms Race Infinity on High                                      | DE54 (9 Wo.)DE | AT48 (8 Wo.)AT | CH59 (14 Wo.)CH | UK2 Platin · (20 Wo.)UK | US2 ×3Dreifachplatin · (20 Wo.)US | Erstveröffentlichung: 16. Januar 2007 Verkäufe: + 3.707.500                 |
| 2007 | Thnks fr th Mmrs Infinity on High                                                           | DE67 Gold · (9 Wo.)DE | AT74 (1 Wo.)AT | — | UK12 ×2Doppelplatin · (20 Wo.)UK | US11 ×6Sechsfachplatin · (28 Wo.)US | Erstveröffentlichung: 27. März 2007 Verkäufe: + 7.665.000                   |
| 2007 | The Take Over, the Breaks Over Infinity on High                                             | — | — | — | UK48 Silber · (7 Wo.)UK | — | Erstveröffentlichung: 2. Juli 2007 Verkäufe: + 200.000                      |
| 2007 | I’m Like a Lawyer with the Way I’m Always Trying to Get You Off (Me & You) Infinity on High | — | — | — | UK91 (1 Wo.)UK | US68 (6 Wo.)US | Erstveröffentlichung: 11. September 2007                                    |
| 2008 | Beat It Live in Phoenix                                                                     | DE69 (8 Wo.)DE | AT75 (1 Wo.)AT | — | UK21 Silber · (21 Wo.)UK | US19 Platin · (7 Wo.)US | Erstveröffentlichung: 25. März 2008 Verkäufe: + 1.230.000; feat. John Mayer |
| 2008 | I Don’t Care Folie à deux                                                                   | DE62 (3 Wo.)DE | AT73 (2 Wo.)AT | — | UK33 Gold · (11 Wo.)UK | US21 ×2Doppelplatin · (20 Wo.)US | Erstveröffentlichung: 3. September 2008 Verkäufe: + 2.475.000               |
| 2008 | America’s Suitehearts Folie à deux                                                          | — | — | — | UK76 (2 Wo.)UK | US78 Gold · (1 Wo.)US | Erstveröffentlichung: 8. Dezember 2008 Verkäufe: + 500.000                  |
| 2009 | Headfirst Slide into Cooperstown on a Bad Bet Folie à deux                                  | — | — | — | — | US74 (1 Wo.)US | Erstveröffentlichung: 15. Juni 2009                                         |
| 2009 | What a Catch, Donnie Folie à deux                                                           | — | — | — | — | US94 (1 Wo.)US | Erstveröffentlichung: 7. September 2009                                     |
| 2009 | Alpha Dog Believers Never Die – Greatest Hits                                               | — | — | — | — | — | Erstveröffentlichung: 26. Oktober 2009                                      |
| 2013 | My Songs Know What You Did in the Dark (Light Em Up) Save Rock and Roll                     | DE— GoldDE | — | — | UK5 Platin · (13 Wo.)UK | US13 ×8Achtfachplatin · (26 Wo.)US | Erstveröffentlichung: 4. Februar 2013 Verkäufe: + 9.225.000                 |
| 2013 | The Phoenix Save Rock and Roll                                                              | — | — | — | UK36 Gold · (4 Wo.)UK | US80 ×2Doppelplatin · (1 Wo.)US | Erstveröffentlichung: 24. März 2013 Verkäufe: + 2.430.000                   |
| 2013 | Alone Together Save Rock and Roll                                                           | — | — | — | UK90 Silber · (2 Wo.)UK | US71 Platin · (8 Wo.)US | Erstveröffentlichung: 6. August 2013 Verkäufe: + 1.200.000                  |
| 2013 | Young Volcanoes Save Rock and Roll                                                          | — | — | — | UK64 Silber · (4 Wo.)UK | US— GoldUS | Erstveröffentlichung: 7. Oktober 2013 Verkäufe: + 700.000                   |
| 2014 | Centuries American Beauty / American Psycho                                                 | DE71 Platin · (8 Wo.)DE | AT62 (4 Wo.)AT | — | UK22 ×2Doppelplatin · (21 Wo.)UK | US10 ×8Achtfachplatin · (34 Wo.)US | Erstveröffentlichung: 9. September 2014 Verkäufe: + 10.430.000              |
| 2014 | Immortals American Beauty / American Psycho                                                 | — | — | — | UK84 Platin · (3 Wo.)UK | US72 ×4Vierfachplatin · (8 Wo.)US | Erstveröffentlichung: 14. Oktober 2014 Verkäufe: + 4.705.000                |
| 2014 | American Beauty / American Psycho                                                           | — | — | — | UK61 (3 Wo.)UK | — | Erstveröffentlichung: 15. Dezember 2014                                     |
| 2015 | Uma Thurman American Beauty / American Psycho                                               | — | — | — | UK71 Gold · (3 Wo.)UK | US22 ×3Dreifachplatin · (27 Wo.)US | Erstveröffentlichung: 10. Februar 2015 Verkäufe: + 3.400.000                |
| 2015 | Irresistible American Beauty / American Psycho                                              | — | — | — | UK70 Gold · (2 Wo.)UK | US48 ×2Doppelplatin · (14 Wo.)US | Erstveröffentlichung: 16. Oktober 2015 Verkäufe: + 2.460.000                |
| 2016 | Ghostbusters (I’m Not Afraid) Ghostbusters (O.S.T.)                                         | — | — | — | — | — | Erstveröffentlichung: 23. Juni 2016 feat. Missy Elliot                      |
| 2017 | Young and Menace Mania                                                                      | — | — | — | UK67 (1 Wo.)UK | — | Erstveröffentlichung: 27. April 2017                                        |
| 2017 | Champion Mania                                                                              | — | — | — | — | US— GoldUS | Erstveröffentlichung: 22. Juni 2017 Verkäufe: + 500.000                     |
| 2017 | The Last of the Real Ones Mania                                                             | — | — | — | UK84 Silber · (2 Wo.)UK | US— GoldUS | Erstveröffentlichung: 14. September 2017 Verkäufe: + 700.000                |
| 2017 | Hold Me Tight or Don’t Mania                                                                | — | — | — | UK99 (1 Wo.)UK | — | Erstveröffentlichung: 15. November 2017                                     |
| 2018 | Wilson (Expensive Mistakes) Mania                                                           | — | — | — | — | — | Erstveröffentlichung: 11. Januar 2018                                       |
| 2018 | City in a Garden Lake Effect Kid (EP)                                                       | — | — | — | — | — | Erstveröffentlichung: 23. August 2018                                       |
| 2019 | Dear Future Self (Hands Up) Believers Never Die – Volume Two                                | — | — | — | — | — | Erstveröffentlichung: 10. September 2019 feat. Wyclef Jean                  |
| 2023 | Love from the Other Side So Much (For) Stardust                                             | — | — | — | UK68 (2 Wo.)UK | — | Erstveröffentlichung: 18. Januar 2023                                       |
| 2023 | Heartbreak Feels So Good So Much (For) Stardust                                             | — | — | — | — | — | Erstveröffentlichung: 25. Januar 2023                                       |
| 2023 | We Didn’t Start the Fire –                                                                  | — | — | — | UK52 (2 Wo.)UK | US94 (1 Wo.)US | Erstveröffentlichung: 30. Juni 2023                                         |
| Folgende Lieder erschienen nicht als Single, wurden aber durch das Album zum Download und Streaming bereitgestellt und konnten somit eine Platzierung erlangen: |                                                                                             | | | | | |                                                                             |
| |                                                                                             | | | | | |                                                                             |
| 2006 | The Carpal Tunnel of Love Infinity on High                                                  | — | — | — | — | US81 (1 Wo.)US | Charteinstieg: 30. Dezember 2006                                            |
| 2018 | Stay Frosty Royal Milk Tea Mania                                                            | — | — | — | UK93 (1 Wo.)UK | — | Charteinstieg: 1. Februar 2018                                              |
| 2023 | Hold Me Like a Grudge So Much (For) Stardust                                                | — | — | — | UK91 (1 Wo.)UK | — | Charteinstieg: 6. April 2023                                                |

### Als Gastmusiker
| Jahr | Titel Album                                                    | Höchstplatzierung, Gesamtwochen, AuszeichnungChartplatzierungen (Jahr, Titel, Album, Platzierungen, Wochen, Auszeichnungen, Anmerkungen) | Höchstplatzierung, Gesamtwochen, AuszeichnungChartplatzierungen (Jahr, Titel, Album, Platzierungen, Wochen, Auszeichnungen, Anmerkungen) | Höchstplatzierung, Gesamtwochen, AuszeichnungChartplatzierungen (Jahr, Titel, Album, Platzierungen, Wochen, Auszeichnungen, Anmerkungen) | Höchstplatzierung, Gesamtwochen, AuszeichnungChartplatzierungen (Jahr, Titel, Album, Platzierungen, Wochen, Auszeichnungen, Anmerkungen) | Höchstplatzierung, Gesamtwochen, AuszeichnungChartplatzierungen (Jahr, Titel, Album, Platzierungen, Wochen, Auszeichnungen, Anmerkungen) | Anmerkungen                                                                                             |
| Jahr | Titel Album                                                    | DE | AT | CH | UK | US | Anmerkungen                                                                                             |
| ---- | -------------------------------------------------------------- | --- | --- | --- | --- | --- | --- |
| 2019 | I’ve Been Waiting –                                            | — | — | — | — | US62 Platin · (9 Wo.)US | Erstveröffentlichung: 31. Januar 2019 Verkäufe: + 1.040.000 Lil Peep & iLoveMakonnen feat. Fall Out Boy |
| 2023 | Electric Touch (Taylor’s Version) Speak Now (Taylor’s Version) | — | — | — | — | US35 (1 Wo.)US | Charteinstieg: 22. Juli 2023 Taylor Swift feat. Fall Out Boy                                            |

## Videoalben
| Jahr | Titel                                    | Höchstplatzierung, Gesamtwochen, AuszeichnungChartplatzierungen (Jahr, Titel, Platzierungen, Wochen, Auszeichnungen, Anmerkungen) | Höchstplatzierung, Gesamtwochen, AuszeichnungChartplatzierungen (Jahr, Titel, Platzierungen, Wochen, Auszeichnungen, Anmerkungen) | Höchstplatzierung, Gesamtwochen, AuszeichnungChartplatzierungen (Jahr, Titel, Platzierungen, Wochen, Auszeichnungen, Anmerkungen) | Höchstplatzierung, Gesamtwochen, AuszeichnungChartplatzierungen (Jahr, Titel, Platzierungen, Wochen, Auszeichnungen, Anmerkungen) | Höchstplatzierung, Gesamtwochen, AuszeichnungChartplatzierungen (Jahr, Titel, Platzierungen, Wochen, Auszeichnungen, Anmerkungen) | Anmerkungen                            |
| Jahr | Titel                                    | DE | AT | CH | UK | US | Anmerkungen                            |
| ---- | ---------------------------------------- | --- | --- | --- | --- | --- | -------------------------------------- |
| 2008 | Live in Phoenix                          | — | — | — | — | US— PlatinUS | Erstveröffentlichung: 1. April 2008    |
| 2016 | The Boys of Zummer Tour: Live in Chicago | — | — | — | — | — | Erstveröffentlichung: 21. Oktober 2016 |

## Statistik

### Chartauswertung
|                     | DE    | AT    | CH    | UK     | US     |
| ------------------- | ----- | ----- | ----- | ------ | ------ |
| Nummer-eins-Alben   | DE—DE | AT—AT | CH—CH | UK—UK  | US4US  |
| Top-10-Alben        | DE2DE | AT2AT | CH1CH | UK5UK  | US7US  |
| Alben in den Charts | DE6DE | AT6AT | CH6CH | UK11UK | US13US |

|                       | DE    | AT    | CH    | UK     | US     |
| --------------------- | ----- | ----- | ----- | ------ | ------ |
| Nummer-eins-Singles   | DE—DE | AT—AT | CH—CH | UK—UK  | US—US  |
| Top-10-Singles        | DE—DE | AT—AT | CH—CH | UK4UK  | US4US  |
| Singles in den Charts | DE5DE | AT5AT | CH1CH | UK25UK | US22US |

### Auszeichnungen für Musikverkäufe
| Silberne Schallplatte - Vereinigtes Königreich - 2024: für das Lied Just One Yesterday Goldene Schallplatte - Australien - 2008: für das Album Live in Phoenix - 2009: für das Album Folie à deux - 2009: für die Single I Don’t Care - 2016: für das Album Believers Never Die – Greatest Hits - Brasilien - 2024: für die Single Dance, Dance - 2024: für die Single Beat It - 2024: für die Single The Phoenix - 2024: für die Single Thnks fr th Mmrs - 2024: für die Single Immortals - 2024: für die Single This Ain’t a Scene, It’s an Arms Race - Dänemark - 2019: für das Album Save Rock and Roll - 2021: für die Single My Songs Know What You Did in the Dark (Light Em Up) - 2021: für die Single Immortals - 2022: für die Single Thnks fr th Mmrs - Japan - 2007: für das Album Infinity on High - Kanada - 2013: für das Album Save Rock and Roll - 2014: für die Single I Don’t Care - 2014: für die Single Sugar, We’re Goin Down - 2015: für das Album American Beauty/American Psycho - Mexiko - 2021: für die Single I’ve Been Waiting - Neuseeland - 2007: für die Single This Ain’t a Scene, It’s an Arms Race - 2020: für das Album Believers Never Die – Greatest Hits - Polen - 2020: für die Single I’ve Been Waiting - Singapur - 2019: für das Album American Beauty/American Psycho - 2020: für das Album Save Rock and Roll | Platin-Schallplatte - Argentinien - 2007: für das Videoalbum Infinity on High (Platinum Edition DVD) - Australien - 2007: für die Single This Ain’t a Scene, It’s an Arms Race - 2007: für die Single Thnks fr th Mmrs - 2013: für die Single My Songs Know What You Did in the Dark (Light Em Up) - Brasilien - 2024: für die Single My Songs Know What You Did in the Dark (Light Em Up) - 2024: für die Single Irresistible - Dänemark - 2022: für die Single Centuries - 2023: für das Album American Beauty/American Psycho - Irland - 2007: für das Album Infinity on High - Italien - 2024: für die Single Centuries - Kanada - 2008: für das Album Infinity on High - 2014: für die Single Thnks fr th Mmrs - 2014: für die Single Dance, Dance - Neuseeland - 2021: für das Album American Beauty/American Psycho - 2022: für das Album Save Rock and Roll - 2022: für das Album From Under the Cork Tree - 2022: für die Single Immortals - 2022: für die Single Dance, Dance - Russland - 2007: für das Album Infinity on High - Schweden - 2015: für die Single Centuries - Spanien - 2025: für die Single Centuries | 2× Platin-Schallplatte - Australien - 2007: für das Album Infinity on High - Kanada - 2006: für das Album From Under the Cork Tree - Neuseeland - 2023: für das Album Infinity on High - 2023: für die Single Sugar, We’re Goin Down - 2024: für die Single My Songs Know What You Did in the Dark (Light Em Up) 3× Platin-Schallplatte - Kanada - 2014: für die Single My Songs Know What You Did in the Dark (Light Em Up) - Neuseeland - 2025: für die Single Centuries - 2025: für die Single Thnks fr th Mmrs Diamantene Schallplatte - Brasilien - 2024: für die Single Centuries |

Anmerkung: Auszeichnungen in Ländern aus den Charttabellen bzw. Chartboxen sind in ebendiesen zu finden.
| Land/RegionAuszeichnungen für Musikverkäufe (Land/Region, Auszeichnungen, Verkäufe, Quellen) | Silber     | Gold       | Platin         | Diamant  | Verkäufe   | Quellen                   |
| -------------------------------------------------------------------------------------------- | ---------- | ---------- | -------------- | -------- | ---------- | ------------------------- |
| Argentinien (CAPIF)                                                                          | —          | —          | Platin1        | —        | 8.000      | capif.org.ar              |
| Australien (ARIA)                                                                            | —          | 4× Gold4   | 5× Platin5     | —        | 462.500    | aria.com.au               |
| Brasilien (PMB)                                                                              | —          | 6× Gold6   | 2× Platin2     | Diamant1 | 540.000    | pro-musicabr.org.br       |
| Dänemark (IFPI)                                                                              | —          | 4× Gold4   | 2× Platin2     | —        | 255.000    | ifpi.dk                   |
| Deutschland (BVMI)                                                                           | —          | 2× Gold2   | Platin1        | —        | 900.000    | musikindustrie.de         |
| Irland (IRMA)                                                                                | —          | —          | Platin1        | —        | 15.000     | irishcharts.ie            |
| Italien (FIMI)                                                                               | —          | —          | Platin1        | —        | 100.000    | fimi.it                   |
| Japan (RIAJ)                                                                                 | —          | Gold1      | —              | —        | 100.000    | riaj.or.jp                |
| Kanada (MC)                                                                                  | —          | 4× Gold4   | 8× Platin8     | —        | 800.000    | musiccanada.com           |
| Mexiko (AMPROFON)                                                                            | —          | Gold1      | —              | —        | 30.000     | amprofon.com.mx           |
| Neuseeland (RMNZ)                                                                            | —          | 2× Gold2   | 17× Platin17   | —        | 450.000    | radioscope.net.nz NZ2 NZ3 |
| Polen (ZPAV)                                                                                 | —          | Gold1      | —              | —        | 10.000     | olis.pl                   |
| Russland (NFPF)                                                                              | —          | —          | Platin1        | —        | 20.000     | 2m-online.ru              |
| Schweden (IFPI)                                                                              | —          | —          | Platin1        | —        | 40.000     | sverigetopplistan.se      |
| Singapur (RIAS)                                                                              | —          | 2× Gold2   | —              | —        | 10.000     | rias.org.sg               |
| Spanien (Promusicae)                                                                         | —          | —          | Platin1        | —        | 60.000     | elportaldemusica.es       |
| Vereinigte Staaten (RIAA)                                                                    | —          | 8× Gold8   | 62× Platin62   | —        | 65.100.000 | riaa.com                  |
| Vereinigtes Königreich (BPI)                                                                 | 6× Silber6 | 9× Gold9   | 16× Platin16   | —        | 10.900.000 | bpi.co.uk                 |
| Insgesamt                                                                                    | 6× Silber6 | 44× Gold44 | 119× Platin119 | Diamant1 |            |                           |